# 마룡초등학교
마룡초등학교는 대한민국 전북특별자치도 군산시 서수면 마룡리에 있었던 공립 초등학교이다.

## 학교 연혁
- 1934년 4월 14일 서수공립보통학교 개교(설립인가 3월 26일)
- 1938년 4월 1일 서수제일공립심상소학교로 개칭[1]
- 1941년 4월 1일 마룡공립국민학교로 개칭[2]
- 1948년 9월 1일 마룡국민학교로 개칭
- 1984년 3월 2일 병설유치원 개원
- 1996년 3월 1일 마룡초등학교로 개칭[3]
- 2020년 2월 21일 제82회 졸업식(4734명)
- 2021년 3월 1일 제23대 양명환 교장 부임
- 2021년 3월 1일 2021학년도 3학급 편성(학생수: 15명)
- 2025년 2월 28일 폐교[4] 및 서수초등학교 통폐합, 91년만에 폐교

## 학교 상징
- 교화(校花) - 장미 : 항상 정열을 간직하고 따뜻한 마음을 가진 마룡 어린이로 자라납시다.
- 교목(校木) - 소나무 : 늘 푸른빛을 간직한 소나무처럼 꿈을 키워 가는 마룡 어린이가 됩시다.